# Chrtníky
Chrtníky település Csehországban, a Pardubicei járásban. Chrtníky Svinčany, Svojšice és Choltice településekkel határos. Lakosainak száma 111 fő (2024. január 1.).

## Népesség
A település lakosságának változását az alábbi diagram mutatja:
| Lakosok száma | 234  | 255  | 208  | 193  | 111  | 87   | 95   | 105  | 101  | 111  |
|               | 1869 | 1890 | 1921 | 1950 | 1980 | 2001 | 2017 | 2019 | 2022 | 2024 |